# 삼성 갤럭시

2015년까지 사용된 로고

삼성 갤럭시(Samsung Galaxy, SAMSUNG Galaxy, 2015년부터 SΛMSUNG Galaxy로 표기. 일본에서는 2023년까지 삼성 브랜딩이 생략됨, 구 명칭: Samsung GALAXY, SG로 약칭)는 2009년 6월 29일부터 삼성전자가 설계, 제조 및 판매하는 컴퓨팅, 안드로이드 모바일 컴퓨팅 및 웨어러블 기기 시리즈이다. 제품 라인에는 삼성 갤럭시 S 시리즈의 하이엔드 폰, 갤럭시 Z 시리즈 및 삼성 W 시리즈의 하이엔드 폴더블, 갤럭시 A 시리즈, 갤럭시 F 시리즈 및 갤럭시 M 시리즈의 미드레인지 폰, 갤럭시 북의 노트북, 삼성 갤럭시 탭 시리즈, 삼성 갤럭시 워치 시리즈, 갤럭시 버즈 시리즈 및 갤럭시 핏, 그리고 현재는 역사 속으로 사라진 갤럭시 노트 시리즈의 선구적인 패블릿이 포함된다.
삼성 갤럭시 기기는 One UI라는 사용자 인터페이스를 사용한다 (이전 버전은 Samsung Experience 및 터치위즈로 알려져 있음). 하지만, 갤럭시 탭 프로 S는 CES 2016에서 발표된 최초의 갤럭시 브랜드 윈도우 10 기기이다.
삼성 갤럭시 시리즈는 2010년대 초반부터 안드로이드를 주류 인기 제품으로 만드는 데 선구적인 역할을 한 것으로 주목받고 있다.
갤럭시 워치는 2014년부터 2017년까지 출시된 기어 스마트워치의 후속 모델 이후 처음으로 갤럭시 브랜드가 적용된 스마트워치이다. 2020년 삼성은 갤럭시 크롬북 2-in-1 노트북에 크롬OS를 탑재하여 갤럭시 브랜딩 라인업에 추가했다. 후속작인 갤럭시 크롬북 2는 2021년에 출시되었다.

## 정의

### 카테고리

#### 현재 시리즈
- 갤럭시 Z 시리즈: 하이엔드 폴더블 폰/기기.
- 갤럭시 S 시리즈: 2006년부터 2009년까지 삼성 울트라 에디션으로 브랜드화된 휴대폰의 후속작 역할도 하는 플래그십 폰.
- 갤럭시 A 시리즈: 미드레인지 폰으로, 보급형 폰, 저가 폰 및 이전에 프리미엄 미드레인지 폰도 포함된다.
- 갤럭시 버디 시리즈: 주로 한국의 LG 유플러스에서 판매되는 갤럭시 A1x 시리즈 기반의 보급형 기기.
- 갤럭시 M 시리즈: 갤럭시 A 시리즈보다 약간 더 저렴하고 온라인 전용 대안.
- 갤럭시 F 시리즈: 갤럭시 A 시리즈의 대안이기도 하지만 개발도상국에서 판매된다.
- 갤럭시 C 시리즈: 아시아 시장에서 판매되는 갤럭시 F 시리즈의 프리미엄 미드레인지 버전. 이들은 프리미엄 미드레인지 갤럭시 A 시리즈 기기의 후속작이다.
- 갤럭시 XCover 시리즈: 낮은 사양의 견고한 비즈니스 폰.
- 갤럭시 와이드 시리즈: 주로 한국의 SK 텔레콤에서 판매되는 갤럭시 A, F, M 시리즈 기반의 보급형 기기.
- 갤럭시 퀀텀 시리즈: 주로 한국의 SK 텔레콤에서 판매되는 갤럭시 A, M 시리즈(A71 5G, A82, M53, A54, A55) 기반의 프리미엄 미드레인지 기기.
- 삼성 갤럭시 탭 시리즈: 세 가지 시리즈로 나뉜다. 탭 S: 하이엔드에서 미드레인지 태블릿; 탭 A: 미드레인지에서 로우엔드 태블릿; 탭 액티브: 미드레인지 러기드 태블릿.
- 삼성 갤럭시 워치 시리즈: 세 가지 시리즈로 나뉜다. 갤럭시 워치: 기본 모델; 갤럭시 워치 클래식: 프리미엄 스마트워치; 갤럭시 워치 FE: 구형 갤럭시 워치 모델 기반의 저렴한 스마트워치.
- 갤럭시 핏: 피트니스 밴드 및 활동 추적기
- 갤럭시 버즈: 무선 헤드폰
- 갤럭시 북: 윈도우를 실행하는 노트북 및 2-in-1 PC 라인업
- 갤럭시 크롬북: 삼성에서 만든 크롬북 라인업
- 삼성 W 시리즈: 주로 중국에서 판매되는 하이엔드 럭셔리 기반 폴더블 기기 (갤럭시 Z 시리즈 기반).

#### 단종된 시리즈
- 갤럭시 점프: 일부 갤럭시 M 및 갤럭시 A 모델 기반의 미드레인지 기기. 2023년 단종.
- 갤럭시 노트 시리즈: 대형 화면과 내장 스타일러스가 있는 기기. 2022년 단종되었고, 2021년부터 Z 시리즈 및 S 울트라 모델과 통합되었다. S21 울트라 및 Z 폴드 시리즈는 S펜 입력을 지원하지만, S펜은 전용 슬롯이 없어 패키지에 포함되지 않으며, 이 기기에서는 S펜이 선택 액세서리로 제공된다. S22 울트라부터 삼성은 S펜과 전용 슬롯을 S 울트라 모델에 다시 도입했지만, Z 폴드는 현재까지 S펜이나 통합 슬롯을 포함하지 않는다.
- 갤럭시 워치 액티브: 피트니스 및 웰니스에 중점을 둔 기본 모델 갤럭시 워치의 변형. 2021년 갤럭시 워치 4부터 기본 모델과 통합되었다.
- 갤럭시 J 시리즈: 갤럭시 코어, 그랜드, E, 에이스, 트렌드, Y 라인을 대체할 보급형 기기로 출시되었으며, 갤럭시 A 시리즈와 통합되어 모든 모델은 2020년 단종되었다.
- 갤럭시 온 시리즈: 온라인 전용 미드레인지 폰. 갤럭시 M 시리즈를 위해 2019년 단종.
- 갤럭시 기어 시리즈: 헤드셋, 이어버드, 스마트워치, 활동 추적기를 포함하는 웨어러블 기기 라인업. 헤드셋은 2017년 단종되었고, 나머지 제품 라인업은 갤럭시 워치, 갤럭시 버즈, 갤럭시 핏을 위해 2019년 단종되었다. 갤럭시 브랜딩은 2014년에 삭제되었고, 이 시리즈는 삼성 기어로 이름이 변경되었다.
- 갤럭시 그랜드 시리즈: 갤럭시 R 제품군을 대체한 미드레인지 기기. 2016년 오리지널 모델로 단종되었지만, 갤럭시 J 시리즈의 리브랜딩 모델로 계속 생산되다가 2019년 갤럭시 A 시리즈와 통합되었다.
- 갤럭시 S 액티브: 기본 모델 S 시리즈의 견고한 버전. 2018년 단종되었고, XCover 제품군으로 대체되었다.
- 갤럭시 S 미니: 기본 모델 S 시리즈의 미드레인지 버전. 2014년 단종되었고, 갤럭시 알파 및 이후 갤럭시 A 시리즈로 대체되었다.
- 갤럭시 네오 모델: 구형 갤럭시 모델의 리프레시 버전으로, 오리지널 모델보다 새로운 하드웨어이지만 낮은 사양을 가진다. 2017년 단종되었고, 갤럭시 S10 라이트, 갤럭시 노트10 라이트 및 갤럭시 노트7 및 갤럭시 S20 FE부터 팬 에디션("FE")[5] 모델이 그 뒤를 이었다.
- 이전 갤럭시 탭 기기: 2017년 이전에 판매된 갤럭시 탭 시리즈로, 탭 7.0, 탭 8.9, 탭 10.1, 탭 에듀케이션, 탭 프로, 탭 노트, 탭 E가 포함된다. 삼성은 갤럭시 탭 제품군을 간소화했으며, 이 기기들은 갤럭시 북, 갤럭시 탭 A, 갤럭시 탭 S로 대체되었다.
- 갤럭시 E 시리즈: 보급형 기기. 갤럭시 J 시리즈를 위해 2016년 단종.
- 갤럭시 코어 시리즈: 보급형 기기. 갤럭시 J 시리즈를 위해 2016년 단종.
- 갤럭시 트렌드 시리즈: 보급형 기기. 갤럭시 J 시리즈를 위해 2016년 단종.
- 갤럭시 메가 시리즈: S펜이 없는 대형 패블릿. S6 엣지 및 S6 엣지+부터 갤럭시 S 시리즈의 엣지 (및 이후 플러스) 모델로 대체되었다.
- 갤럭시 에이스 시리즈: 보급형에서 미드레인지 기기. 2015년 단종되었고, J 시리즈로 대체되었다.
- 갤럭시 Y 시리즈: 보급형 기기. J 시리즈를 위해 2015년 단종.
- 갤럭시 포켓: 소형 기기. 2015년 단종.
- 갤럭시 카메라: 카메라 폰. 2014년 단종되었고, 갤럭시 S4 줌, 갤럭시 S5 줌, 갤럭시 K 줌으로 대체되었다. 삼성은 2015년 이후 카메라 폰 판매를 중단했다.
- 갤럭시 빔: 프로젝터 내장 폰. 2014년 단종.
- 갤럭시 미니: 소형 기기. 2013년 단종되었고, 갤럭시 포켓 시리즈 및 갤럭시 Y 시리즈로 대체되었다.
- 갤럭시 R: 미드레인지 기기. 2012년 단종되었고, 2013년 4월 갤럭시 그랜드 제품군으로 대체되었다.

### 계층 구조
2025년 기준 갤럭시 스마트폰 모델의 계층 구조는 다음과 같다:
1. 갤럭시 S ("울트라" 및 "엣지" 모델) 및 갤럭시 Z ("폴드" 모델)
2. 갤럭시 S (기본 및 "+" 모델) 및 갤럭시 Z ("플립" 모델)
3. 갤럭시 S ("FE" 모델)
4. 갤럭시 A5x 및 갤럭시 M5x/F5x
5. 갤럭시 A3x
6. 갤럭시 A2x 및 M3x
7. 갤럭시 A1x 및 M1x/F1x
8. 갤럭시 A0x/M0x/F0x

### 모델 번호
2013년 9월부터 삼성 갤럭시 시리즈 기기의 모델 번호는 "SM-ABCDE" 형식으로 되어 있다 (갤럭시 J SC-02F, 갤럭시 센투라 SCH-S738C, SGH-N075T는 제외). 여기서 A는 모델 시리즈, B는 기기 등급, C는 세대, D는 기기 유형, E는 (해당하는 경우) 제조 대상 국가/지역을 나타낸다. 2013년 9월 이전에는 모델 번호가 "GT-XXXXX" 형식으로 되어 있었으며, "SCH-XXXX", "SGH-XXXX", "SPH-XXXX", "SHV/SHW-XXXX" 형식으로도 되어 있었다.

#### 폰
- SM-Sxxx – S22 이후 S 시리즈 모델 (이전에는 트랙폰의 갤럭시 S4/S5 또는 트랙폰의 갤럭시 J 시리즈, A 시리즈 또는 기타 핸드셋에 사용됨)
- SM-Fxxx – Z 시리즈 모델 및 일부 구형 F 시리즈 모델
- SM-Gxxx – S 시리즈 (S5 - S21 또는 일부 갤럭시 S3 미니 모델), XCover 모델, Ace 모델, Grand 모델, Round, Core 모델, Trend 모델, Alpha, Wide, Mega 2, Pocket 2, Star 2, Young 2, On 모델 및 일부 J 시리즈 프라임 모델 또는 A 시리즈 스타 모델
- SM-Nxxx – 노트 모델
- SM-Jxxx – J 시리즈 모델
- SM-Axxx – A 시리즈 모델
- SM-Mxxx – M 시리즈 모델
- SM-Exxx – F 시리즈 모델 및 일부 E 시리즈 모델
- GT-Sxxx2/ SM-Gxxx/DS  / SM-Gxxx/DD SM-Gxxx2 듀얼 SIM "갤럭시 듀오스" 모델
- GT-Nxxx0/GT-Nxxx5 – 갤럭시 노트 1 및 2 (국제 3G/4G, 각각)
- GT-Nxxx3 – 언락된 갤럭시 노트 1 및 2 (미국/캐나다)
- GT-Ixxx0/GT-Ixxx5 – 갤럭시 S4 및 이전 모델 (국제 3G/4G LTE, 각각)
- GT-Ixxx3 – 언락된 갤럭시 S4 및 이전 모델 (미국/캐나다)
- SGH – GSM 핸드셋
- SPH – 스프린트 핸드셋
- SCH – 버라이즌/US 셀룰러 핸드셋
- SHV/SHW – 한국 핸드셋

#### 태블릿
- SM-Xxxx – A8, Active 5, S8 이후의 탭 A 및 S 모델
- SM-Txx0/1/5/6 – 주류 탭 모델 (탭 3 ~ 탭 A7 라이트/액티브4/S7)
- SM-Pxx0/5 – S펜 내장 주류 탭 모델 (노트 10.1 2014, 탭 A 10.1 등)
- SM-Wxxx – 마이크로소프트 윈도우 모델 (예: 갤럭시 북)
- GT-Nxx00/GT-Pxx20 – S펜 내장 구형 주류 탭 모델 (노트 8.0 및 10.1, 각각 3G/4G LTE)
- GT-Nxx13 – S펜 내장 구형 주류 탭 모델 (노트 8.0 및 10.1, 미국/캐나다 Wi-Fi)
- GT-Nxx10 – S펜 내장 구형 주류 탭 모델 (노트 8.0 및 10.1, 국제 Wi-Fi)
- GT-Pxx00/GT-Pxx20 – 구형 주류 탭 모델 (탭 1 ~ 탭 3, 각각 3G/4G LTE)
- GT-Pxx13 – 구형 주류 탭 모델 (탭 1 ~ 탭 3, 미국/캐나다 Wi-Fi)
- GT-Pxx10 – 구형 주류 탭 모델 (탭 1 ~ 탭 3, 국제 Wi-Fi)
- GT-Snnn5/GT-Nnnn5/GT-Pnnn5/GT-Innn5/SM-NnnnF/SM-Tnn5/SM-GnnnF – 4G/LTE 모델

#### 지역
- A: AT&T
- AZ: 크리켓
- P: 스프린트, 부스트 모바일, 버진 모바일
- R4: US셀룰러
- T: T-모바일
- T1: 메트로 바이 T-모바일 (이전 메트로PCS)
- V: 버라이즌
- U: 미국 통신사 잠금
- U1: 미국 공장 언락
- S: SK텔레콤
- K: KT
- L: LG유플러스
- D: NTT 도코모
- J: au by KDDI
- Z: 소프트뱅크 모바일
- Q: 일본 공장 언락
- N: 한국
- W: 캐나다
- E: 아시아
- M: 라틴 아메리카
- 0: 중국 본토 (휴대폰)
- C: 중국 본토 (태블릿) 및 라쿠텐 모바일 (일본)
- B: 국제 5G
- F: 국제 4G/LTE
- H: 국제 3G
- X: 라이브 데모 유닛

Duos 또는 Dual SIM 모델은 /DS 접미사로 끝난다.

### 펌웨어 번호 매기기
다음은 알려진 펌웨어 지역 목록이다.

#### 한국
- KS: 한국 (폰)
- KO: 한국 (셀룰러 태블릿)
- XX: 모든 Wi-Fi 태블릿

#### 인도
- IN: 인도 (모든 폰)

#### 미주
- SQ: 미국 (통신사 잠금 폰)
- UE: 미국 (통신사 언락 폰 및 Wi-Fi 태블릿), 캐나다 (Wi-Fi 태블릿)
- VL: 캐나다 (Wi-Fi 태블릿 제외 모든 변형)
- UB: 라틴 아메리카 및 카리브해
- XX: 모든 Wi-Fi 태블릿

#### 중국
- ZC: 중국 본토 (모든 기기)
- ZH: 홍콩/대만 (모든 폰)
- XX: 홍콩/대만 (모든 태블릿)

## 배경
삼성 갤럭시는 2009년 6월 삼성의 첫 안드로이드 기반 기기로 출시되었다. 당시 브랜드의 주력 스마트폰은 삼성 옴니아와 그 후속작으로, 윈도우 모바일 기반이었다. 옴니아는 토코에 이어 터치위즈 사용자 인터페이스를 실행하는 두 번째 풀 터치 삼성 기기였지만, 갤럭시는 수정되지 않은 안드로이드 인터페이스를 가졌다. 터치위즈 UI는 갤럭시 S와 함께 갤럭시 시리즈에 도입되었다. 갤럭시 S와 그 후속작 갤럭시 S II는 매우 성공적이었고, 회사의 다른 라인과 운영 체제를 압도했다. 10년 동안 갤럭시 폰은 "회사의 가장 칭찬받는 제품이 되었고 [그리고] 세계에서 가장 많이 팔리는 스마트폰 중 하나가 되었다."

## 기기

### 폰

#### 삼성 갤럭시 S 시리즈
갤럭시 S 시리즈는 삼성의 플래그십 하이엔드 스마트폰 라인이다. 2022년부터 울트라 모델은 파워 유저를 대상으로 하며, 동일한 대상을 목표로 했던 노트 시리즈를 대체한다. 최신 모델인 갤럭시 S25, S25+, S25 울트라는 2025년 1월에 출시되었고, 갤럭시 S25 엣지는 2025년 5월에 출시되었다.

#### 삼성 갤럭시 Z 시리즈
갤럭시 Z 시리즈는 삼성의 하이엔드 폴더블 스마트폰 라인으로, 2019년 갤럭시 Z 폴드와 함께 첫 선을 보였다. 최신 모델인 갤럭시 Z 플립6와 갤럭시 Z 폴드6는 2024년 7월에 출시되었다.

#### 삼성 갤럭시 A 시리즈
갤럭시 A 시리즈는 2014년부터 판매된 삼성의 보급형부터 미드레인지 스마트폰 라인으로 (이전에는 출시부터 2021년까지 프리미엄 미드레인지였음), 사양과 기능이 줄어든 하이엔드 갤럭시 S 시리즈 또는 팬 에디션 기기에 대한 더 저렴한 대안을 제공한다. 최신 모델인 갤럭시 A06과 A16은 2024년 10월에 출시되었고, A26, A36, A56은 2025년 3월에 출시되었다.

#### 삼성 갤럭시 C 시리즈
갤럭시 C 시리즈는 2025년 기준으로 중국에서만 판매되는 미드레인지 기기 라인이다. 이 라인에서 출시된 최신 기기는 삼성 갤럭시 C55 5G이다.

#### 삼성 갤럭시 M 시리즈
갤럭시 M 시리즈는 갤럭시 J 및 갤럭시 온 시리즈의 후속작으로 간주되는 온라인 전용 보급형부터 미드레인지 스마트폰이다.

#### 삼성 갤럭시 F 시리즈
갤럭시 F 시리즈는 M 시리즈와 함께 판매되는 온라인 전용 보급형부터 미드레인지 스마트폰이다.

#### 갤럭시 XCover 시리즈
갤럭시 XCover 시리즈는 견고한 "비즈니스" 폰 라인으로, 낮은 사양이지만 더 강력한 빌드 품질과 내구성을 가지고 있다. 가장 최신 모델은 갤럭시 XCover 7 Pro이다.

#### 단종된 라인
삼성은 여러 스마트폰 시리즈를 출시했으며, 종종 서로 겹치기도 했다. 이 시리즈의 대부분은 단종되었다.
- 갤럭시 노트 시리즈는 주로 삼성의 S펜을 사용하는 펜 컴퓨팅에 초점을 맞춘 하이엔드 기기 라인이었다. 이 라인은 2021년부터 (S펜이 액세서리였던 갤럭시 S21 울트라와 통합 펜 및 펜 슬롯을 다시 가져온 갤럭시 S22 울트라를 통해) 갤럭시 S 울트라 시리즈와 Z 시리즈로 대체되었다.
- 갤럭시 코어/그랜드 시리즈는 2013년부터 2015년 사이에 출시된 보급형부터 미드레인지 기기 라인으로, 미드레인지 갤럭시 에이스 제품군을 계승했다. 이 라인은 J 시리즈를 위해 단종되었지만, 후자는 A 시리즈와 통합될 때까지 갤럭시 J 시리즈의 리브랜딩 모델로 계속 생산되었다.
- 갤럭시 J 시리즈는 보급형 폰 라인으로, 2019년 갤럭시 A 시리즈로 대체되었다.[11][12][13]
- 갤럭시 메가 시리즈는 2014년 갤럭시 메가 2를 마지막으로 업데이트되었다.
- 갤럭시 온 시리즈는 온라인 전용 폰 라인이었다. 이 시리즈는 갤럭시 M 시리즈로 대체되었다.[14]
- 갤럭시 포켓 시리즈는 2014년 갤럭시 포켓 2를 마지막으로 업데이트되었다.
- 갤럭시 미니 시리즈는 2012년 갤럭시 미니 2를 마지막으로 업데이트되었다.
- 갤럭시 트렌드 시리즈는 2015년 갤럭시 트렌드 2 라이트를 마지막으로 업데이트되었다.
- 갤럭시 에이스 시리즈는 2014년 갤럭시 에이스 4를 마지막으로 업데이트되었다.
- 갤럭시 R 시리즈는 2012년 갤럭시 R 스타일을 마지막으로 업데이트되었다.
- 갤럭시 영 시리즈는 보급형 라인이다. 2014년 갤럭시 영 2를 마지막으로 업데이트되었다.
- 갤럭시 E 시리즈는 2015년 A 시리즈의 더 저렴한 대안이었고 2015년 마지막으로 업데이트되었다.

#### 기타 폰
- 삼성 갤럭시 [2009]
- 삼성 갤럭시 스피카 [2009]
- 삼성 빔 i8520 [2009]
- 삼성 갤럭시 U [2010]
- 삼성 갤럭시 네오 [2010]
- 삼성 갤럭시 프로 [2011]
- 삼성 갤럭시 프리시던트 [2011]
- 삼성 갤럭시 러쉬 [2011]
- 삼성 갤럭시 5 [2011]
- 삼성 갤럭시 W [2011]
- 삼성 갤럭시 피트 [2011]
- 삼성 갤럭시 지오 [2011]
- 삼성 갤럭시 프리베일 [2011]
- 갤럭시 넥서스 [2011]
- 삼성 갤럭시 디스커버 [2012]
- 삼성 갤럭시 M 스타일 [2012]
- 삼성 갤럭시 리버브 [2012]
- 삼성 갤럭시 스텔라 [2012]
- 삼성 갤럭시 어필 [2012]
- 삼성 갤럭시 익스프레스 [2012]
- 삼성 갤럭시 익스프레스 2 [2013]
- 삼성 갤럭시 페임 [2013]
- 삼성 갤럭시 스타 [2013]
- 삼성 갤럭시 윈 [2013]
- 삼성 갤럭시 윈 프로 [2013]
- 삼성 갤럭시 스타 프로 [2013]
- 삼성 갤럭시 페임 라이트 [2013]
- 삼성 갤럭시 라운드 [2013]
- 삼성 갤럭시 라이트 [2013]
- 삼성 갤럭시 V [2014]
- 삼성 갤럭시 아방트 [2014]
- 삼성 갤럭시 W [2014]
- 삼성 갤럭시 V 플러스 [2015]
- 삼성 갤럭시 V2 [2016]
- 삼성 갤럭시 K 줌 [2014]
- 삼성 갤럭시 폴더 [2015]
- 삼성 갤럭시 액티브 네오(일본어판) [2015]
- 삼성 갤럭시 폴더 2 [2017]
- 삼성 갤럭시 필 [2017]
- 삼성 갤럭시 필2 [2019]

### 삼성 Z
삼성 Z 시리즈는 2015년부터 시작된 미드레인지 타이젠 OS 기기 라인이다.
- 삼성 Z1[15]
- 삼성 Z3[16]
- 삼성 Z2[17]
- 삼성 Z4[18] [2015]

### 태블릿

#### 삼성 갤럭시 탭 시리즈
갤럭시 탭 시리즈는 2010년에 출시된 안드로이드 기반 태블릿 라인이다. 현재 이 시리즈에는 두 가지 하위 카테고리가 있다:
- 갤럭시 탭 S는 생산성과 펜 컴퓨팅에 중점을 둔 미드레인지에서 하이엔드 태블릿 라인이다. 갤럭시 탭 S10+와 S10 울트라는 최신 기기로, 2024년 9월에 출시되었다.
- 갤럭시 탭 액티브는 내구성과 극한 환경에서의 사용에 중점을 둔 미드레인지 러기드 태블릿 라인이다. 갤럭시 탭 액티브 5는 최신 8인치 모델로, 2024년 1월에 출시되었다.
- 갤럭시 탭 A는 보급형 태블릿 라인이다. 갤럭시 탭 A9 및 A9+는 최신 모델로, 2023년에 출시되었다.

### 웨어러블

#### 스마트워치
삼성은 2013년 9월 4일 안드로이드 4.3을 실행하는 스마트워치 갤럭시 기어를 발표했다. 갤럭시 기어는 삼성의 유일한 갤럭시 브랜딩 스마트워치였다. 이후 삼성 스마트워치는 삼성 워치 브랜딩을 사용한다. 기어 시리즈는 나중에 갤럭시 워치 시리즈로 계승되었다.
2014년 5월 소프트웨어 업데이트에서 삼성은 갤럭시 기어의 운영 체제를 안드로이드에서 타이젠으로 교체했다. 2019년 이후 출시된 새로운 갤럭시 기기에서 실행되는 삼성의 One UI는 2019년 5월 20일 갤럭시 워치에서 사용할 수 있게 되었다.
갤럭시 워치 시리즈 출시 이후, 삼성은 갤럭시 워치4부터 타이젠에서 구글의 WearOS로 전환했다. 갤럭시 워치의 최신 출시작은 갤럭시 워치 울트라와 갤럭시 워치7이다.

#### 활동 추적기
삼성은 갤럭시 워치 라인 아래에 위치한 활동 추적기인 갤럭시 핏을 발표했다. 첫 번째 버전은 2019년에 출시되었다. 삼성은 나중에 2019년 첫 번째 추적기의 후속작인 갤럭시 핏2를 발표했다. 2024년, 삼성은 핏 라인의 새로운 기기인 핏3를 다시 발표할 예정이다.

#### 무선 이어버드
삼성은 기어 아이콘X를 대체할 새로운 제품인 갤럭시 버즈를 발표했다.. 첫 번째 버전은 2019년 2월 20일에 출시되었다. 후속 갤럭시 버즈 버전은 매년 갤럭시 언팩 행사에서 공개될 예정이다.
| 이름               | 출시일     | 색상                                                     | 스피커                         | 마이크                             | 배터리 수명 (케이스 포함) | 무선 충전    |
| ------------------ | ---------- | -------------------------------------------------------- | ------------------------------ | ---------------------------------- | ------------------------- | ------------ |
| 갤럭시 버즈        | 2019-03-08 | 화이트, 옐로우, 블랙                                     | 1-way 다이내믹                 | 외부 1개 + 내부 1개                | 6시간 (13시간)            | 예 - Qi 인증 |
| 갤럭시 버즈+       | 2020-08-05 | 화이트, 블루, 레드, 딥 블루, 핑크, 블랙                  | 2-way 다이내믹 (우퍼 + 트위터) | 외부 2개 + 내부 1개                | 11시간 (22시간)           | 예 - Qi 인증 |
| 갤럭시 버즈 라이브 | 2020-08-17 | 미스틱 화이트, 미스틱 브론즈, 미스틱 블랙, 미스틱 오닉스 | 12 mm                          | 외부 2개, 내부 1개, 음성 픽업 유닛 | 5.5-8시간 (최대 28시간)   | 예 - Qi 인증 |
| 갤럭시 버즈 프로   | 2021-01-14 | 팬텀 블랙, 팬텀 실버, 팬텀 바이올렛                      | 2-way (11 mm, 6.5 mm 트위터)   | 외부 2개, 내부 1개, 음성 픽업 유닛 | 5–8 시간 (최대 28 시간)   | 예 - Qi 인증 |
| 갤럭시 버즈2       | 2021-08-11 | 올리브, 라벤더, 화이트, 그래파이트, 오닉스               | 2-way 다이내믹 (우퍼 + 트위터) | 마이크 3개 + VPU                   | 5-7.5시간 (최대 29시간)   | 예 - Qi 인증 |
| 갤럭시 버즈2 프로  | 2022-08-26 | 보라 퍼플, 그래파이트, 화이트                            | 2-way 다이내믹 (24비트 Hi-Fi)  | 마이크 3개 (고SNR) + VPU           | 5-8시간                   | 예 - Qi 인증 |
| 갤럭시 버즈3       | 2024-07-24 | 실버, 화이트                                             | 1-way (11mm 다이내믹)          | 마이크 3개 + VPU                   | 5-6시간 (최대 30시간)     | 예 - Qi 인증 |
| 갤럭시 버즈3 프로  | 2024-07-24 | 실버, 화이트                                             | 2-way (우퍼 + 트위터)          | 마이크 3개 (고SNR) + VPU           | 5-6시간 (최대 30시간)     | 예 - Qi 인증 |

### 노트북 및 컨버터블
갤럭시 브랜드는 노트북, 노트패드, 2-in-1 컨버터블로도 확장된다. 갤럭시 북은 마이크로소프트 윈도우 기반 제품으로 구성되며, 갤럭시 크롬북 라인은 크롬OS 기반이다.

### 기타

#### 미디어 플레이어
- 삼성 갤럭시 플레이어

#### 카메라
- 삼성 갤럭시 카메라
- 삼성 갤럭시 카메라2
- 삼성 갤럭시 NX

#### 프로젝터
- 삼성 갤럭시 빔 i8520
- 삼성 갤럭시 빔 i8530

## 소프트웨어
삼성 갤럭시 스마트폰은 구글 모바일 서비스(Google Mobile Services) 플랫폼에서 안드로이드 운영체제를 실행하지만, 삼성과 서드파티는 다양한 다른 소프트웨어도 번들로 제공한다. 터치위즈 인터페이스는 2017년까지 사용되었고, Samsung Experience로 대체되었다. 이는 2019년에 One UI로 다시 대체되었다.
삼성은 이러한 기기를 위해 특별히 갤럭시 브랜드로 많은 앱과 서비스를 만들었으며, 그 중 많은 앱이 미리 로드되어 있다. 여기에는 앱과 맞춤 설정을 제공하는 삼성 갤럭시 스토어가 포함된다. 2019년 후반부터 마이크로소프트와 삼성의 파트너십 결과로 아웃룩과 같은 여러 마이크로소프트 앱도 갤럭시 기기에 미리 로드된다.

### 보안
삼성은 전화기 라인업에 강제적으로 이스라엘 기반 블로트웨어를 설치하는 것을 중단하고 있다.

### 상호 운용성

삼성 플로우

삼성은 휴대폰, 태블릿, 워치 등 다양한 갤럭시 기기들이 더 긴밀하게 작동하도록 여러 도구를 만들었다. 삼성 플로우는 알림, 메시지 답장, PC 인증, 콘텐츠 공유 등 PC와 콘텐츠를 동기화할 수 있는 기능이다. 이 기능은 2014년 11월에 발표되었고, 2015년 5월에 미리보기 형태로 출시되었으며 2016년 5월에 최종 출시되었다. 마이크로소프트의 휴대폰과 연결도 2019년부터 갤럭시 스마트폰에 탑재된다.
멀티 컨트롤이라는 또 다른 기능은 갤럭시 북 키보드와 마우스를 사용하여 갤럭시 스마트폰을 제어하고, 파일 간에 드래그 앤드 드롭을 할 수 있도록 한다. 기기 제어는 퀵 패널의 또 다른 기능으로, 스마트싱스 및 기타 기기를 제어할 수 있다.

## 출시 역사
다음은 2009년 이후 모든 갤럭시 기기의 전체 초기 출시 역사를 보여주는 표이다.
| 날짜 | 모델명                                            | 모델 번호 |
| 2024 | 2024                                              | 2024 |
| ---- | ------------------------------------------------- | --- |
| 10월 | 삼성 갤럭시 A16                                   | - SM-A166 |
| 9월  | 삼성 갤럭시 S24 FE                                | - SM-S721 |
| 8월  | 삼성 갤럭시 A06                                   | - SM-A065 |
| 7월  | 삼성 갤럭시 M35 5G                                | - SM-M356B |
| 4월  | 삼성 갤럭시 M15 5G                                | - SM-M156 |
| 4월  | 삼성 갤럭시 M55 5G                                | - SM-M556 |
| 3월  | 삼성 갤럭시 F15 5G                                | - SM-E156 |
| 3월  | 삼성 갤럭시 A35 5G                                | - SM-A356 |
| 3월  | 삼성 갤럭시 A55 5G                                | - SM-A556 |
| 1월  | 삼성 갤럭시 S24 울트라                            | - SM-S928 |
| 1월  | 삼성 갤럭시 S24+                                  | - SM-S926 |
| 1월  | 삼성 갤럭시 S24                                   | - SM-S921 |
| 2023 |                                                   | |
| 12월 | 삼성 갤럭시 A15                                   | - SM-A156 |
| 12월 | 삼성 갤럭시 A25 5G                                | - SM-A256 |
| 10월 | 삼성 갤럭시 S23 FE                                | - SM-S711 |
| 10월 | 삼성 갤럭시 A05                                   | - SM-A055 |
| 7월  | 삼성 갤럭시 Z 폴드 5                              | - SM-F946 |
| 7월  | 삼성 갤럭시 Z 플립 5                              | - SM-F731 |
| 5월  | 삼성 갤럭시 A24                                   | - SM-A245 |
| 3월  | 삼성 갤럭시 F14                                   | - SM-E146 |
| 3월  | 삼성 갤럭시 M54 5G                                | - SM-M546 |
| 3월  | 삼성 갤럭시 A54 5G                                | - SM-A546 |
| 3월  | 삼성 갤럭시 A34 5G                                | - SM-A346 |
| 3월  | 삼성 갤럭시 M14 5G                                | - SM-M146 |
| 2월  | 삼성 갤럭시 S23 울트라                            | - SM-S918 |
| 2월  | 삼성 갤럭시 S23+                                  | - SM-S916 |
| 2월  | 삼성 갤럭시 S23                                   | - SM-S911 |
| 1월  | 삼성 갤럭시 F04                                   | - SM-E045 |
| 1월  | 삼성 갤럭시 A14 5G                                | - SM-A146 |
| 2022 |                                                   | |
| 12월 | 삼성 갤럭시 M04                                   | - SM-M045 |
| 11월 | 삼성 갤럭시 탭 A7 10.4 (2022)                     | - SM-T509 |
| 11월 | 삼성 갤럭시 A04e                                  | - SM-A042 |
| 10월 | 삼성 갤럭시 A04                                   | - SM-A045 |
| 9월  | 삼성 갤럭시 A04s                                  | - SM-A047 |
| 9월  | 삼성 갤럭시 탭 액티브4 프로                       | - SM-T636 |
| 8월  | 삼성 갤럭시 Z 폴드 4                              | - SM-F936 |
| 8월  | 삼성 갤럭시 Z 플립 4                              | - SM-F721 |
| 7월  | 삼성 갤럭시 XCover 6 프로                         | - SM-G736 |
| 7월  | 삼성 갤럭시 M13                                   | - SM-M135 |
| 6월  | 삼성 갤럭시 F13                                   | - SM-E135 |
| 4월  | 삼성 갤럭시 M53 5G                                | - SM-M536 |
| 4월  | 삼성 갤럭시 M23                                   | - SM-M236 |
| 4월  | 삼성 갤럭시 M33 5G                                | - SM-M336 |
| 4월  | 삼성 갤럭시 A33 5G                                | - SM-A336 |
| 4월  | 삼성 갤럭시 A73 5G                                | - SM-A736 |
| 4월  | 삼성 갤럭시 탭 S8 울트라                          | - SM-X900, SM-X906 |
| 4월  | 삼성 갤럭시 탭 S8+                                | - SM-X800, SM-X806 |
| 3월  | 삼성 갤럭시 탭 S8                                 | - SM-X700, SM-X706 |
| 3월  | 삼성 갤럭시 A53 5G                                | - SM-A536 |
| 3월  | 삼성 갤럭시 F23                                   | - SM-E236 |
| 3월  | 삼성 갤럭시 A23                                   | - SM-A235 |
| 3월  | 삼성 갤럭시 A13                                   | - SM-A135 |
| 2월  | 삼성 갤럭시 S22 울트라                            | - SM-S908 |
| 2월  | 삼성 갤럭시 S22+                                  | - SM-S906 |
| 2월  | 삼성 갤럭시 S22                                   | - SM-S901 |
| 1월  | 삼성 갤럭시 S21 FE                                | - SM-G990 |
| 2021 |                                                   | |
| 12월 | 삼성 갤럭시 A13 5G                                | - SM-A136 |
| 12월 | 삼성 갤럭시 탭 A8 10.5                            | - SM-X200 - SM-X205 |
| 11월 | 삼성 갤럭시 A03                                   | - SM-A035 |
| 11월 | 삼성 갤럭시 A03 Core                              | - SM-A032 |
| 9월  | 삼성 갤럭시 F42 5G                                | - SM-E426 |
| 9월  | 삼성 갤럭시 M52 5G                                | - SM-M526 |
| 9월  | 삼성 갤럭시 M22                                   | - SM-M225 |
| 8월  | 삼성 갤럭시 M32 5G                                | - SM-M326 |
| 8월  | 삼성 갤럭시 A03s                                  | - SM-A037 |
| 8월  | 삼성 갤럭시 A52s 5G                               | - SM-A528 |
| 8월  | 삼성 갤럭시 Z 폴드3 5G                            | - SM-F926 |
| 8월  | 삼성 갤럭시 Z 플립3 5G                            | - SM-F711 |
| 7월  | 삼성 갤럭시 F22                                   | - SM-E225 |
| 6월  | 삼성 갤럭시 M32                                   | - SM-M325 |
| 6월  | 삼성 갤럭시 A22 5G                                | - SM-A226 |
| 6월  | 삼성 갤럭시 A22                                   | - SM-A225 |
| 5월  | 삼성 갤럭시 탭 S7 FE                              | - SM-T730 - SM-T736 |
| 5월  | 삼성 갤럭시 탭 A7 라이트                          | - SM-T220 - SM-T225 |
| 5월  | 삼성 갤럭시 F52 5G                                | - SM-E526 |
| 4월  | 삼성 갤럭시 M42 5G                                | - SM-M426 |
| 4월  | 삼성 갤럭시 F02s                                  | - SM-E025 |
| 4월  | 삼성 갤럭시 F12                                   | - SM-F127 |
| 3월  | 삼성 갤럭시 A72                                   | - SM-A725 |
| 3월  | 삼성 갤럭시 A52 5G                                | - SM-A526 |
| 3월  | 삼성 갤럭시 A52                                   | - SM-A525 |
| 3월  | 삼성 갤럭시 A32                                   | - SM-A325 |
| 3월  | 삼성 갤럭시 M62                                   | - SM-M625 |
| 2월  | 삼성 갤럭시 F62                                   | - SM-E625 |
| 2월  | 삼성 갤럭시 M12                                   | - SM-M127 |
| 2월  | 삼성 갤럭시 M02                                   | - SM-M022 |
| 1월  | 삼성 갤럭시 A02                                   | - SM-A022 |
| 1월  | 삼성 갤럭시 S21                                   | - SM-G991 |
| 1월  | 삼성 갤럭시 S21+                                  | - SM-G996 |
| 1월  | 삼성 갤럭시 S21 울트라                            | - SM-G998 |
| 1월  | 삼성 갤럭시 A32 5G                                | - SM-A326 |
| 1월  | 삼성 갤럭시 M02s                                  | - SM-M025 |
| 2020 |                                                   | |
| 11월 | 삼성 갤럭시 A02s                                  | - SM-A025 |
| 11월 | 삼성 갤럭시 A12                                   | - SM-A125 |
| 11월 | 삼성 갤럭시 M21s                                  | - SM-M217 |
| 11월 | 삼성 갤럭시 A42 5G                                | - SM-A426 |
| 10월 | 삼성 갤럭시 F41                                   | - SM-F415 |
| 10월 | 삼성 갤럭시 S20 FE                                | - SM-G780 (LTE), SM-G781 (5G) |
| 9월  | 삼성 갤럭시 Z 폴드2 5G                            | - SM-F916 |
| 9월  | 삼성 갤럭시 M51                                   | - SM-M515 |
| 8월  | 삼성 갤럭시 노트 20                               | - SM-N980 (LTE), SM-N981 (5G) |
| 8월  | 삼성 갤럭시 노트 20 울트라                        | - SM-N985 (LTE), SM-N986 (5G) |
| 8월  | 삼성 갤럭시 Z 플립 5G                             | - SM-F707 |
| 8월  | 삼성 갤럭시 탭 S7                                 | - SM-T870, SM-T875, SM-T876 |
| 8월  | 삼성 갤럭시 탭 S7+                                | - SM-T970, SM-T976 |
| 8월  | 삼성 갤럭시 M31s                                  | - SM-M317 |
| 7월  | 삼성 갤럭시 A01 Core                              | - SM-A013 |
| 7월  | 삼성 갤럭시 M01s                                  | - SM-M017 |
| 6월  | 삼성 갤럭시 M01                                   | - SM-M015 |
| 5월  | 삼성 갤럭시 A21s                                  | - SM-A217 |
| 4월  | 삼성 갤럭시 A71 5G                                | - SM-A716 |
| 4월  | 삼성 갤럭시 A51 5G                                | - SM-A516 |
| 4월  | 삼성 갤럭시 A21                                   | - SM-A215 |
| 4월  | 삼성 갤럭시 탭 S6 Lite                            | - SM-P610, SM-P615 |
| 3월  | 삼성 갤럭시 S20                                   | - SM-G980 (LTE), SM-G981 (5G) |
| 3월  | 삼성 갤럭시 S20+                                  | - SM-G985 (LTE), SM-G986 (5G) |
| 3월  | 삼성 갤럭시 S20 울트라                            | - SM-G988 |
| 3월  | 삼성 갤럭시 M11                                   | - SM-M115 |
| 3월  | 삼성 갤럭시 A31                                   | - SM-A315 |
| 3월  | 삼성 갤럭시 A41                                   | - SM-A415 |
| 3월  | 삼성 갤럭시 M21                                   | - SM-M215 |
| 3월  | 삼성 갤럭시 A11                                   | - SM-A115 |
| 2월  | 삼성 갤럭시 M31                                   | - SM-M315 |
| 2월  | 삼성 갤럭시 Z 플립                                | - SM-F700 |
| 1월  | 삼성 갤럭시 탭 S6 5G                              | - SM-T866 |
| 1월  | 삼성 갤럭시 XCover 프로                           | - SM-G715 |
| 1월  | 삼성 갤럭시 노트 10 라이트                        | - SM-N770 |
| 1월  | 삼성 갤럭시 S10 라이트                            | - SM-G770 |
| 2019 |                                                   | |
| 12월 | 삼성 갤럭시 A01                                   | - SM-A015 |
| 12월 | 삼성 갤럭시 A71                                   | - SM-A715 |
| 12월 | 삼성 갤럭시 A51                                   | - SM-A515 |
| 10월 | 삼성 갤럭시 M30s                                  | - SM-M307 |
| 10월 | 삼성 갤럭시 A20s                                  | - SM-A207 |
| 9월  | 삼성 갤럭시 M10s                                  | - SM-M107 |
| 9월  | 삼성 갤럭시 A70s                                  | - SM-A707 |
| 9월  | 삼성 갤럭시 A50s                                  | - SM-A507 |
| 9월  | 삼성 갤럭시 A30s                                  | - SM-A307 |
| 9월  | 삼성 갤럭시 A90 5G                                | - SM-A908 |
| 9월  | 삼성 갤럭시 Z 폴드                                | - SM-F900 (LTE), SM-F907 (5G) |
| 8월  | 삼성 갤럭시 A10s                                  | - SM-A107 |
| 8월  | 삼성 갤럭시 A10e                                  | - SM-A102 |
| 8월  | 삼성 갤럭시 노트 10                               | - SM-N970 (LTE); SM-N971 (5G) |
| 8월  | 삼성 갤럭시 노트 10+                              | - SM-N975F (LTE); SM-N976 (5G) |
| 6월  | 삼성 갤럭시 M40                                   | - SM-M405 |
| 4월  | 삼성 갤럭시 S10 5G                                | - SM-G977 |
| 4월  | 삼성 갤럭시 뷰 2                                  | - SM-T920 (Wi-Fi); SM-T927 (EMEA); SM-T927A (AT&T) |
| 4월  | 삼성 갤럭시 A60                                   | - SM-A606 |
| 4월  | 삼성 갤럭시 A80                                   | - SM-A805 |
| 4월  | 삼성 갤럭시 A70                                   | - SM-A705 |
| 4월  | 삼성 갤럭시 A40                                   | - SM-A405 |
| 4월  | 삼성 갤럭시 A20                                   | - SM-A205 |
| 4월  | 삼성 갤럭시 A20e                                  | - SM-A202 |
| 4월  | 삼성 갤럭시 A2 Core                               | - SM-A260 |
| 3월  | 삼성 갤럭시 S10+                                  | - SM-G975 |
| 3월  | 삼성 갤럭시 S10                                   | - SM-G973 |
| 3월  | 삼성 갤럭시 S10e                                  | - SM-G970 |
| 3월  | 삼성 갤럭시 A50                                   | - SM-A505 |
| 3월  | 삼성 갤럭시 A30                                   | - SM-A305 |
| 3월  | 삼성 갤럭시 A10                                   | - SM-A105 |
| 2월  | 삼성 갤럭시 탭 S5e                                | - SM-T720 (Wi-FI); SM-T725 (LTE) |
| 2월  | 삼성 갤럭시 탭 A 10.1 (2019)                      | - SM-T510 (Wi-FI); SM-T515 (LTE) |
| 2월  | 삼성 갤럭시 M30                                   | - SM-M305 |
| 1월  | 삼성 갤럭시 M10                                   | - SM-M105 |
| 1월  | 삼성 갤럭시 M20                                   | - SM-M205 |
| 2018 |                                                   | |
| 12월 | 삼성 갤럭시 A8s                                   | - SM-G887 |
| 11월 | 삼성 갤럭시 A6s                                   | - SM-G6200 |
| 10월 | 삼성 갤럭시 A9 (2018)                             | - SM-A920 |
| 9월  | 삼성 갤럭시 A7 (2018)                             | - SM-A750 |
| 9월  | 삼성 갤럭시 J4+                                   | - SM-J415 |
| 9월  | 삼성 갤럭시 J6+                                   | - SM-J610 |
| 8월  | 삼성 갤럭시 노트 9                                | - SM-N960 |
| 8월  | 삼성 갤럭시 탭 A 10.5 (2018)                      | - SM-T590 (Wi-Fi); SM-T595 (LTE) |
| 8월  | 삼성 갤럭시 탭 S4                                 | - SM-T830 (Wi-Fi); SM-T835 (LTE) |
| 8월  | 삼성 갤럭시 워치                                  | |
| 7월  | 삼성 갤럭시 J8 (2018)                             | - SM-J800 |
| 7월  | 삼성 갤럭시 On6                                   | - SM-J600G (인도) |
| 6월  | 삼성 갤럭시 A8 스타                               | - SM-G8850 |
| 6월  | 삼성 갤럭시 J7 (2018)                             | - SM-J737 |
| 5월  | 삼성 갤럭시 A6 (2018)                             | - SM-A600 |
| 5월  | 삼성 갤럭시 A6+ (2018)                            | - SM-A605 |
| 5월  | 삼성 갤럭시 J4 (2018)                             | - SM-J400 |
| 5월  | 삼성 갤럭시 J6 (2018)                             | - SM-J600 |
| 4월  | 삼성 갤럭시 J3 듀오                               | - SM-J720 |
| 3월  | 삼성 갤럭시 J4 프라임 2 삼성 갤럭시 J7 (2018)     | - SM-G611 |
| 2월  | 삼성 갤럭시 S9                                    | - SM-G960 |
| 2월  | 삼성 갤럭시 S9+                                   | - SM-G965 |
| 1월  | 삼성 갤럭시 J4 프로 (2018)                        | - SM-J250 |
| 1월  | 삼성 갤럭시 A5 (2018)                             | - SM-A530 |
| 1월  | 삼성 갤럭시 A5+ (2018)                            | - SM-A730 |
|      | 삼성 갤럭시 A8 (2018)                             | - SM-A530F - SM-A530DS |
|      | 삼성 갤럭시 A8+ (2018)                            | - SM-A730F - SM-A730DS |
| 2017 |                                                   | |
| 10월 | 삼성 갤럭시 J4 (2017)                             | - SM-J200G (인도 및 인도네시아) |
| 10월 | 삼성 갤럭시 탭 액티브                             | |
| 9월  | 삼성 갤럭시 탭 An 8.0 (2017)                      | - SM-T380 (Wi-Fi) SM-T385 (4G/LTE) |
| 9월  | 삼성 갤럭시 C8 / C7 (2017) 삼성 갤럭시 J7+        | - SM-C710 (J7+/C7 2017) SM-C8000 (C8) |
| 8월  | 삼성 갤럭시 노트 8                                | - SM-N950 |
| 8월  | 삼성 갤럭시 S8 액티브                             | - SM-G892 |
| 7월  | 삼성 갤럭시 노트 팬 에디션 (FE)                   | - SM-N935 |
| 6월  | 삼성 갤럭시 J3 (2017)                             | - SM-J727 (미국 버전), SM-J730x (글로벌 버전) |
| 6월  | 삼성 갤럭시 J5 (2017)                             | - SM-J530 (글로벌 버전), SM-J530Y (32 GB 스토리지 프로 버전) |
| 6월  | 삼성 갤럭시 J7 (2017)                             | - SM-J327 (미국 버전), SM-J330x (글로벌 버전) |
| 6월  | 삼성 갤럭시 J7 프로 (2017)                        | - SM-J730 (동남아시아 & 인도) |
| 6월  | 삼성 갤럭시 J7 맥스                               | - SM-G615 |
| 4월  | 삼성 갤럭시 XCover 4                              | - SM-G390 |
| 3월  | 삼성 갤럭시 S8                                    | - SM-G950 |
| 3월  | 삼성 갤럭시 S8+                                   | - SM-G955 |
| 3월  | 삼성 갤럭시 C5 프로                               | - SM-C5010 |
| 2월  | 삼성 갤럭시 탭 S3                                 | - SM-T820 (Wi-Fi) - SM-T825 (3G/LTE) |
| 1월  | 삼성 갤럭시 A7 (2017)                             | - SM-A720 |
| 1월  | 삼성 갤럭시 A5 (2017)                             | - SM-A520 |
| 1월  | 삼성 갤럭시 A3 (2017)                             | - SM-A320 |
| 1월  | 삼성 갤럭시 C7 프로                               | - SM-C7010 |
| 2016 |                                                   | |
| 11월 | 삼성 갤럭시 J1 미니 프라임/갤럭시 V2 (인도네시아) | - SM-J106F (LTE) |
| 11월 | 삼성 갤럭시 J2 프라임                             | - SM-G532F (튀르키예, 사우디아라비아, 파키스탄) - SM-G532M (콜롬비아, 아르헨티나, 멕시코, 페루, 파나마, 에콰도르, 칠레, 오스트레일리아, 뉴질랜드) - SM-G532G (필리핀, 인도네시아, 태국, 대만)                                                                                    |
| 11월 | 삼성 갤럭시 C9 프로                               | - SM-C900F |
| 9월  | 삼성 갤럭시 A8 (2016)                             | - SM-A810 |
| 9월  | 삼성 갤럭시 On5 (2016)                            | - SM-G570 |
| 9월  | 삼성 갤럭시 On5 (2016)                            | - SM-G610 |
| 9월  | 삼성 갤럭시 On7 (2016)                            | - SM-J710 (인도) |
| 9월  | 삼성 갤럭시 J7 프라임                             | - SM-G610F (인도) - SM-G610M (아르헨티나, 콜롬비아, 파나마, 멕시코, 브라질) |
| 8월  | 삼성 갤럭시 노트 7                                | - SM-N930 |
| 7월  | 삼성 갤럭시 J5 프라임                             | - SM-G570F (인도) - SM-G570M (아르헨티나, 콜롬비아, 파나마, 멕시코, 브라질) |
| 6월  | 삼성 갤럭시 S7 액티브                             | - SM-G891A |
| 6월  | 삼성 갤럭시 J3 프로                               | - SM-J310F |
| 5월  | 삼성 갤럭시 탭 A 10.1 (2016)                      | - SM-T585 |
| 5월  | 삼성 갤럭시 C5                                    | - SM-C5000 |
| 5월  | 삼성 갤럭시 C7                                    | - SM-C7000 |
| 4월  | 삼성 갤럭시 J5 (2016)                             | - SM-J5109 - SM-J510F - SM-J510FN - SM-J510H - SM-J510G - SM-J510MN - SM-J510Y - SM-J5108 - SM-J510K - SM-J510L - SM-J510S - SM-J510UN |
| 4월  | 삼성 갤럭시 J7 (2016)                             | - SM-J7109 - SM-J710F - SM-J710FN - SM-J710H - SM-J710MN - SM-J710FQ - SM-J710K - SM-J710K - SM-J710GN |
| 3월  | 삼성 갤럭시 J3 (2016)                             | - SM-J3109x - SM-J320F - SM-J320G - SM-J320P - SM-J320M |
| 3월  | 삼성 갤럭시 탭 A6                                 | - SM-T280 (Wi-Fi) - SM-T285 (LTE/Wi-Fi) |
| 3월  | 삼성 갤럭시 A9 프로 (2016)                        | - SM-A9100 (중국) - SM-A910F (동남아시아) |
| 2월  | 삼성 갤럭시 J1 미니                               | - SM-J105B - SM-J105DS (듀얼 SIM) - SM-J105F (인도네시아 전용 4G LTE) |
| 2월  | 삼성 갤럭시 S7 엣지                               | - SM-G935F (국제) - SM-G935FD "듀얼 SIM" (유럽, 인도, 동남아시아) - SM-G9350 (중국, 홍콩) - SM-G935A (AT&T 미국) - SM-G935V (버라이즌 미국) - SM-G935U (언락된 미국) - SM-G935S (SKT 한국) - SM-G935K (KT 텔레콤 한국) - SM-G935W8 (로저스/벨 캐나다) - SC-02H (일본 NTT 도코모) |
| 2월  | 삼성 갤럭시 S7                                    | - SM-G930F (국제) - SM-G930FD "듀얼 SIM" (유럽, 인도, 동남아시아) - SM-G9300 (중국, 홍콩) - SM-G930A (AT&T 미국) - SM-G930V (버라이즌 미국) - SM-G930AZ (크리켓 미국) - SM-G930S (SKT 한국) - SM-G930K (KT 텔레콤 한국) - SM-G930W8 (캐나다)                                     |
| 1월  | 삼성 갤럭시 J1 (2016)                             | - SM-J120F - SM-J120M |
| 1월  | 삼성 갤럭시 탭 프로 S                             | |
| 1월  | 삼성 갤럭시 A9 (2016)                             | - SM-A9000 |
| 2015 |                                                   | |
| 12월 | 삼성 갤럭시 A7 (2016)                             | - SM-A7100, SM-A710F, SM-A710FD, SM-A710M, SM-A710Y |
| 12월 | 삼성 갤럭시 A5 (2016)                             | - SM-A5100, SM-A510F, SM-A510FD, SM-A510M, SM-A510Y |
| 12월 | 삼성 갤럭시 A3 (2016)                             | - SM-A310F, SM-A310M |
| 11월 | 삼성 갤럭시 뷰                                    | - SM-T670 |
| 11월 | 삼성 갤럭시 On3                                   | |
| 10월 | 삼성 갤럭시 J1 에이스                             | |
| 10월 | 삼성 갤럭시 액티브 네오                           | - SC-01H |
| 10월 | 삼성 갤럭시 On2                                   | |
| 10월 | 삼성 Z3                                           | |
| 9월  | 삼성 갤럭시 J2                                    | - SM-J200F (UAE, 튀르키예) - SM-J200Y (뉴질랜드, 대만) - SM-J200G (인도, 인도네시아) - SM-J200H (남아프리카 공화국, 카자흐스탄) - SM-J200M (멕시코, 콜롬비아, 아르헨티나, 브라질)                                                                                                |
| 8월  | 삼성 갤럭시 S6 엣지+                              | - SM-G928A - SM-G928AZ - SM-G928D - SM-G928F - SM-G928FD - SM-G928I - SM-G928K - SM-G928L - SM-G928P - SM-G928PZ - SM-G928R4 - SM-G928R7 - SM-G928S - SM-G928T - SM-G928T1 - SM-G928TR - SM-G928V - SM-G9280 - SM-G9288 - SM-G9289                                               |
| 8월  | 삼성 갤럭시 A8                                    | - SM-A8000, SM-A800F, SM-A800I, SM-A800S, SM-A800Y |
| 8월  | 삼성 갤럭시 노트 5                                | - SM-N9200, SM-N920C, SM-N920T, SM-N920A, SM-N920I, SM-N9208 |
| 8월  | 삼성 갤럭시 S5 네오                               | - SM-G903F, SM-G903W |
| 7월  | 삼성 갤럭시 트렌드 2 라이트                       | - SM-G318H |
| 7월  | 삼성 갤럭시 V 플러스                              | |
| 6월  | 삼성 갤럭시 S6 액티브                             | - SM-G890A |
| 6월  | 삼성 갤럭시 J5                                    | - SM-J500F (인도) - SM-J500H (러시아) - SM-J500M (멕시코, 콜롬비아, 브라질, 아르헨티나, 칠레) - SM-J500G (필리핀, 태국) |
| 6월  | 삼성 갤럭시 J7                                    | - SM-J700F (인도) - SM-J700H (러시아) - SM-J700M (콜롬비아, 아르헨티나, 칠레) - SM-J700T (T-모바일 선불 미국) - SM-J700P (스프린트, 부스트 모바일, 버진 모바일 미국) |
| 4월  | 삼성 갤럭시 S6 엣지                               | - SM-G925A - SM-G925AZ - SM-G925F - SM-G925I - SM-G925K - SM-G925L - SM-G925P - SM-G925PZ - SM-G925R4 - SM-G925R7 - SM-G925S - SM-G925T - SM-G925T1 - SM-G925TR - SM-G925V - SM-G9250 - SM-G9258 - SM-G9259                                                                      |
| 4월  | 삼성 갤럭시 S6                                    | - SM-G920A - SM-G920AZ - SM-G920D - SM-G920F - SM-G920FD - SM-G920I - SM-G920K - SM-G920L - SM-G920P - SM-G920PZ - SM-G920R4 - SM-G920R7 - SM-G920S - SM-G920T - SM-G920T1 - SM-G920TR - SM-G920V - SM-G9200 - SM-G9208 - SM-G9209                                               |
| 4월  | 삼성 갤럭시 XCover 3                              | |
| 2월  | 삼성 갤럭시 J1                                    | - SM-J100H - SM-J100F |
| 2월  | 삼성 갤럭시 E5                                    | - SM-E500H (3G) - SM-E500F (4G LTE) |
| 2월  | 삼성 갤럭시 A7                                    | - SM-A700F - SM-A700FD - SM-A700FQ - SM-A700H - SM-A700K - SM-A700L - SM-A700M - SM-A700S - SM-A700X - SM-A700YD - SM-A700YZ - SM-A7000 - SM-A7009 - SM-A7009W |
| 2월  | 삼성 갤럭시 E7                                    | - SM-E700H |
| 1월  | 삼성 Z1                                           | |
| 2014 |                                                   | |
| 12월 | 삼성 갤럭시 A5 (2015)                             | - SM-A500F - SM-A500F1 - SM-A500FQ - SM-A500FU - SM-A500G - SM-A500H - SM-A500HQ - SM-A500K - SM-A500L - SM-A500M - SM-A500S - SM-A500X - SM-A500XZ - SM-A500Y - SM-A500YZ - SM-A5000 - SM-A5009                                                                                 |
| 12월 | 삼성 갤럭시 A3 (2015)                             | - SM-A300F - SM-A300FU - SM-A300G - SM-A300H - SM-A300HQ - SM-A300M - SM-A300X - SM-A300XU - SM-A300XZ - SM-A300Y - SM-A300YZ - SM-A3000 - SM-A3009 |
| 11월 | 삼성 갤럭시 코어 프라임                           | - SM-G360BT - SM-G360H |
| 10월 | 삼성 갤럭시 노트 엣지                             | - SM-N915G - SM-N9150 |
| 10월 | 삼성 갤럭시 노트 4                                | - SM-N910G |
| 10월 | 삼성 갤럭시 영 2                                  | - SM-G130H |
| 9월  | 삼성 갤럭시 알파                                  | - SM-G850F - SM-G850FQ - SM-G850K - SM-G850L - SM-G850M - SM-G850S - SM-G850W - SM-G850Y |
| 9월  | 삼성 갤럭시 그랜드 프라임                         | - SM-G530BT - SM-G530F - SM-G530FQ - SM-G530FZ - SM-G530H - SM-G530M - SM-G530MU - SM-G530P - SM-G530R4 - SM-G530R7 - SM-G530T - SM-G530W - SM-G530Y - SM-G5306W - SM-G5308W - SM-G5309W                                                                                         |
| 9월  | 삼성 갤럭시 코어 프라임                           | - SM-G360BT |
| 9월  | 삼성 갤럭시 포켓 2                                | - SM-G110B |
| 9월  | 삼성 갤럭시 메가 2                                | - SM-G750F |
| 8월  | 삼성 갤럭시 스타 2 플러스                         | - SM-G350E (LTE) |
| 8월  | 삼성 갤럭시 에이스 4                              | - SM-G313F (LTE) |
| 8월  | 삼성 갤럭시 S 듀오스 3                            | |
| 7월  | 삼성 갤럭시 코어 2                                | - SM-G355H |
| 7월  | 삼성 갤럭시 S5 미니                               | - GT-S5500 - GT-S5430 |
| 7월  | 삼성 갤럭시 탭 S 10.5                             | - SM-T800 (WiFi) - SM-T805 (3G, 4G/LTE & WiFi) - SM-T807 (3G, 4G/LTE & WiFi) - SM-T807P (스프린트 CDMA) - SM-T807V (버라이즌 CDMA) |
| 6월  | 삼성 갤럭시 코어 LTE                              | - SM-G386F (LTE) |
| 5월  | 삼성 갤럭시 K 줌                                  | - SM-C115 |
| 5월  | 삼성 갤럭시 에이스 스타일                         | - SM-G310 |
| 4월  | 삼성 갤럭시 S5                                    | - SM-G900 - SM-G900FD (듀얼 SIM/LTE) |
| 4월  | 삼성 갤럭시 S3 네오                               | - GT-I9300I, GT-I9301I, GT-I9303I |
| 3월  | 삼성 갤럭시 윈 2                                  | |
| 1월  | 삼성 갤럭시 노트 3 네오                           | - SM-N7500 (3G 모델/삼성 엑시노스 칩/국제) - SM-N7502 (듀얼 SIM) - SM-N7505 (4G/LTE 모델/스냅드래곤 칩/국제) |
| 1월  | 삼성 갤럭시 그랜드 네오 (GT-I9060)                | |
| 1월  | 삼성 갤럭시 그랜드 라이트                         | |
| 2013 |                                                   | |
| 12월 | 삼성 갤럭시 윈 프로 (SM-G3812)                    | |
| 12월 | 삼성 갤럭시 J (SGH-N075T)                         | |
| 12월 | 삼성 갤럭시 S 듀오스 2 (GT-S7582)                 | |
| 12월 | 삼성 갤럭시 트렌드 플러스 (GT-S7580)              | |
| 11월 | 삼성 갤럭시 그랜드 2 (SM-G7100)                   | - SM-G7102 (듀얼 SIM) |
| 10월 | 삼성 갤럭시 스타 프로 (GT-S7260)                  | - GT-S7262 (듀얼 SIM) |
| 10월 | 삼성 갤럭시 J (SC-02F)                            | |
| 10월 | 삼성 갤럭시 익스프레스 2 (SM-G3815)               | |
| 10월 | 삼성 갤럭시 라운드 (SM-G9105)                     | |
| 10월 | 삼성 갤럭시 트렌드 라이트 (GT-S7390)              | - GT-S7392 (듀얼 SIM) |
| 10월 | 삼성 갤럭시 페임 라이트 (GT-S6790)                | |
| 10월 | 삼성 갤럭시 라이트 (SGH-T399)                     | |
| 10월 | 삼성 갤럭시 코어 플러스 (SM-G3500)                | - SM-G3502 (듀얼 SIM) |
| 9월  | 삼성 갤럭시 노트 3                                | - SM-N9000 (3G 모델/삼성 엑시노스 칩/국제) - SM-N9002 (듀얼 SIM) - SM-N9005 (4G/LTE 모델/스냅드래곤 칩/국제) |
| 9월  | 삼성 갤럭시 기어                                  | - SM-V700 |
| 7월  | 삼성 갤럭시 S4 미니 (GT-I9190)                    | - 갤럭시 S4 미니 (I9195, LTE) - 갤럭시 S4 미니 (I9192, 듀얼 SIM) |
| 6월  | 삼성 갤럭시 S4 액티브 (GT-I9295)                  | |
| 6월  | 삼성 갤럭시 S4 줌 (SM-C1010)                      | |
| 6월  | 삼성 갤럭시 에이스 3 (GT-S7270)                   | - GT-S7272 (듀얼 SIM) - GT-S7275 (LTE) |
| 6월  | 삼성 갤럭시 포켓 네오 (GT-S5310)                  | - GT-S5312 (듀얼 SIM) |
| 5월  | 삼성 갤럭시 스타 (GT-S5280)                       | - GT-S5282 (듀얼 SIM) - GT-S5283 (트리플 SIM) |
| 5월  | 삼성 갤럭시 코어 (GT-S8262)                       | - GT-i8262D |
| 5월  | 삼성 갤럭시 Y 플러스 (GT-S5303)                   | |
| 5월  | 삼성 갤럭시 윈 (GT-I8550)                         | - 갤럭시 그랜드 콰트로 (GT-I8552, 듀얼 SIM) |
| 4월  | 삼성 갤럭시 메가                                  | - GT-I9150 (5.8") - GT-I9152 (5.8", 듀얼 SIM) - GT-I9200 (6.3") - GT-I9205 (6,3", LTE) |
| 4월  | 삼성 갤럭시 페임 (GT-S6810)                       | - GT-S6810P (NFC) |
| 4월  | 삼성 갤럭시 S4 (GT-I9500)                         | - GT-I9505 (LTE) - GT-I9506 (LTE+) |
| 3월  | 삼성 갤럭시 XCover 2 (GT-S7710)                   | |
| 3월  | 삼성 갤럭시 영 (GT-S6310)                         | - GT-S6312 (듀얼 SIM) |
| 1월  | 삼성 갤럭시 그랜드 (GT-I9080)                     | - GT-I9082 (듀얼 SIM) |
| 1월  | 삼성 갤럭시 S II 플러스 (GT-I9105)                | |
| 1월  | 삼성 갤럭시 포켓 플러스 (GT-S5301)                | |
| 2012 |                                                   | |
| 11월 | 삼성 갤럭시 디스커버 (SGH-S730M)                  | - 삼성 갤럭시 디스커버 TracFone (SGH-S730G, SCH-S735C, SCH-R740C) - 삼성 갤럭시 센투라 (SCH-S738C) |
| 11월 | 삼성 갤럭시 S III 미니 (GT-I8190)                 | |
| 10월 | 삼성 갤럭시 럭비 프로 (SGH-I547)                  | - 삼성 갤럭시 럭비 LTE (SGH-i547C, 캐나다 시장) |
| 10월 | 삼성 갤럭시 익스프레스                            | - SGH-I437 |
| 9월  | 삼성 갤럭시 러쉬                                  | |
| 9월  | 삼성 갤럭시 S 릴레이 4G                           | |
| 9월  | 삼성 갤럭시 노트 II                               | - GT-N7100 (3G 모델/국제) - GT-N7102 (듀얼 SIM) - GT-N7105 (4G/LTE 모델/국제) |
| 9월  | 삼성 갤럭시 리버브                                | |
| 9월  | 삼성 갤럭시 빅토리 4G LTE (SPH-L300)              | |
| 9월  | 삼성 갤럭시 포켓 듀오스 (GT-S5302)                | |
| 8월  | 삼성 갤럭시 S 듀오스 (GT-S7562)                   | - 갤럭시 S 듀오스 (GT-S7568, 중국 모바일 TD-SCDMA) - 갤럭시 트렌드 (S7560M, 단일 SIM) - 갤럭시 트렌드 II 듀오스 (GT-S7572, 다른 카메라, 1.2 GHz 듀얼 코어 CPU, 중국 시장) |
| 7월  | 삼성 갤럭시 스텔라 (SCH-I200)                     | |
| 5월  | 삼성 갤럭시 챗 (GT-B5330)                         | |
| 5월  | 삼성 갤럭시 어필 (SGH-I827)                       | |
| 5월  | 삼성 갤럭시 S III (GT-I9300)                      | - 갤럭시 S III (GT-I9305, LTE) |
| 4월  | 삼성 갤럭시 S 어드밴스                            | - 갤럭시 S II 라이트 |
| 4월  | 삼성 갤럭시 럭비 (GT-S5690M)                      | |
| 3월  | 삼성 갤럭시 포켓 (GT-S5300)                       | |
| 3월  | 삼성 갤럭시 럭비 스마트 (SGH-i847)                | |
| 2월  | 삼성 갤럭시 빔 i8530                              | |
| 2월  | 삼성 갤럭시 Y 듀오스 (GT-S6102)                   | |
| 2월  | 삼성 갤럭시 미니 2 (GT-S6500)                     | |
| 2월  | 삼성 갤럭시 에이스 2 (GT-I8160)                   | - 삼성 갤럭시 에이스 2 x (GT-S7560M) |
| 1월  | 삼성 갤럭시 에이스 플러스 (GT-S7500[L/T/W])       | |
| 1월  | 삼성 갤럭시 Y 프로 듀오스 (GT-B5510)              | - GT-B5512(B) |
| 2011 |                                                   | |
| 11월 | 삼성 갤럭시 넥서스 (i9250)                        | |
| 10월 | 삼성 갤럭시 노트                                  | |
| 10월 | 삼성 스트라토스피어                               | |
| 8월  | 삼성 갤럭시 XCover (S5690)                        | |
| 8월  | 삼성 갤럭시 프리시던트                            | |
| 8월  | 삼성 갤럭시 Y (GT-S5360)                          | |
| 8월  | 삼성 갤럭시 M                                     | |
| 8월  | 삼성 갤럭시 W (I8150)                             | - 삼성 이그제큐티브 II 4G (SGH-T679) |
| 8월  | 삼성 갤럭시 R (I9103)                             | |
| 8월  | 삼성 갤럭시 S 플러스 (GT-i9001)                   | |
| 6월  | 삼성 갤럭시 Z                                     | |
| 6월  | 삼성 이그제큐티브 4G (SGH-T759)                   | |
| 5월  | 삼성 갤럭시 S (GT-I9100)                          | - 삼성 갤럭시 S II 스카이로켓 - 삼성 캡티베이트 글라이드 |
| 4월  | 삼성 갤럭시 네오                                  | |
| 4월  | 삼성 갤럭시 프로                                  | |
| 4월  | 삼성 갤럭시 프리베일 (SPH-M820)                   | |
| 3월  | 삼성 갤럭시 미니 (GT-S5570)                       | - 삼성 갤럭시 넥스트 (이탈리아) - 삼성 갤럭시 팝 (인도) |
| 3월  | 삼성 갤럭시 지오 (GT-S5660)                       | |
| 2월  | 삼성 갤럭시 SL (GT-I9003)                         | |
| 2월  | 삼성 갤럭시 피트 (GT-S5670)                       | |
| 2월  | 삼성 갤럭시 에이스 (GT-S5830, GT-S5830i)          | - 삼성 갤럭시 쿠퍼 (GT-S5830, 태국) |
| 2010 |                                                   | |
| 10월 | 삼성 갤럭시 551                                   | |
| 8월  | 삼성 갤럭시 U                                     | |
| 8월  | 삼성 갤럭시 5                                     | - 삼성 갤럭시 유럽 - 삼성 갤럭시 550 |
| 7월  | 삼성 갤럭시 3                                     | - 삼성 갤럭시 아폴로 |
| 5월  | 삼성 갤럭시 S (GT-I9000)                          | - 삼성 캡티베이트 - 삼성 바이브런트 - 삼성 패시네이트 - 삼성 에픽 4G - 삼성 메스머라이즈 |
| 2009 |                                                   | |
| 11월 | 삼성 갤럭시 스피카                                | - GT-I5700 - 삼성 갤럭시 포털 |
| 6월  | 삼성 갤럭시                                       | - GT-I7500 |

## 지역 잠금 및 CSC 코드
갤럭시 노트 3부터 삼성 휴대폰 및 태블릿에는 해당 전화기가 판매된 지역의 SIM 카드로만 작동한다는 경고 라벨이 부착되었다. 대변인은 회색 시장 재판매를 방지하기 위한 것이며, 첫 번째 SIM 카드에만 적용된다고 정책을 명확히 했다. 다른 지역의 SIM 카드를 사용하려면, 해당 지역의 SIM 카드를 사용하여 다음 작업 중 하나를 5분 이상 수행해야 한다:
- 삼성 전화 앱에서 전화 걸기 또는 시계에서 전화 걸기
- 다른 기기에서 통화 및 문자 기능 사용하여 전화 걸기

2017년 갤럭시 S8 시리즈 출시와 함께 해당 프로세스가 변경되었다. 많은 변형이 Multi-CSC를 사용하기 때문에 동일한 CSC 그룹의 SIM 카드에서만 작동한다. 예를 들어, AT&T SIM 카드는 유럽 및 기타 국가에서 판매되는 셀룰러 기반 갤럭시 기기에서는 작동하지 않는다.

## 오버 더 호라이즌
"오버 더 호라이즌"은 삼성 스마트폰 기기의 상징적인 소리로, 2011년 갤럭시 S II에서 처음 도입되었다. 윤중삼이 작곡했으며, 2011년 이후 출시된 대부분의 삼성 휴대폰 음악 라이브러리에 음악으로 나타난다. 2011년 이전에는 "비욘드 삼성"이 삼성의 상징적인 음악 트랙으로 사용되었고, "삼성 튠"이 기본 벨소리로 사용되었다. 이 소리는 기본 벨소리뿐만 아니라 휴대폰이 켜지거나 꺼질 때 (짧은 부분 사용), 알림음으로도 나타난다. 여섯 음으로 구성된 기본 곡은 시작 이래로 변하지 않았지만, 제품 라인이 진화함에 따라 다양한 장르의 버전이 도입되었다.
처음 두 버전은 삼성 내부에서 제작되었지만, 이후 버전은 외부 음악가에게 위탁되었다. 이 곡은 퀸시 존스, 아이코나 팝, 방탄소년단의 슈가, 그리고 다양한 K-pop 아티스트와 같은 여러 인기 아티스트에 의해 자신만의 편곡과 리믹스로 커버되었다. 삼성의 소리 상표 등록에서 "B4 점 8분음표, B4 16분음표, F#5 16분음표, B5 16분음표, A#5 8분음표, F#5 2분음표를 연주하는 종소리"로 묘사되어 있다.
| 년도 | 기기 출시         | 장르              | 아티스트                                                  |
| ---- | ----------------- | ----------------- | --------------------------------------------------------- |
| 2011 | 삼성 갤럭시 S II  | 록                | 자체 제작                                                 |
| 2012 | 삼성 갤럭시 S III | 뉴에이지          | 자체 제작                                                 |
| 2013 | 삼성 갤럭시 S4    | 심포닉 록         | 제이미 크리스토퍼슨(Jamie Christopherson)                 |
| 2014 | 삼성 갤럭시 S5    | 심포닉 록         | 제이미 크리스토퍼슨(Jamie Christopherson)                 |
| 2015 | 삼성 갤럭시 S6    | 오케스트럴 팝     | 제이미 크리스토퍼슨, Al Schmitt, Nashville String Machine |
| 2016 | 삼성 갤럭시 S7    | 재즈 퓨전         | Dirty Loops                                               |
| 2017 | 삼성 갤럭시 S8    | 크로스오버        | 제이콥 콜리어                                             |
| 2018 | 삼성 갤럭시 S9    | 관현악            | 페투르 욘슨                                               |
| 2019 | 삼성 갤럭시 S10   | 클래식 크로스오버 | 스티븐 프라이스, 런던 필하모닉 관현악단                   |
| 2020 | 삼성 갤럭시 S20   | 시네마틱 뉴에이지 | 제이미 크리스토퍼슨                                       |
| 2021 | 삼성 갤럭시 S21   | 뉴에이지          | 이루마                                                    |
| 2022 | 삼성 갤럭시 S22   | 재즈트로니카      | 키퍼 섀클포드                                             |
| 2023 | 삼성 갤럭시 S23   | 전자              | 예지                                                      |
| 2024 | 삼성 갤럭시 S24   | 국악              | 원일                                                      |
| 2025 | 삼성 갤럭시 S25   | 빅밴드            | 제이콥 만, 윌 케네디                                      |

## 같이 보기
- 삼성 갤럭시 S 시리즈
- 삼성 갤럭시 노트 시리즈
- 삼성 갤럭시 탭 시리즈
- 삼성 갤럭시 A 시리즈
- 삼성 갤럭시 웨어러블
- 삼성 갤럭시 북
- 빅스비
- Always on Display